# Ödön Mihalovich

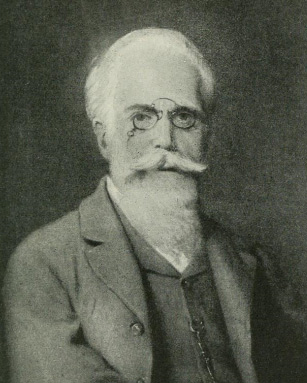
Ödön Mihalovich

Ödön Péter József von Mihalovich [ˈødøn ˈmihɒlovitʃ] (* 13. September 1842 in Fericsánci, Kroatien-Slawonien, heute Feričanci, Gespanschaft Osijek-Baranja, Kroatien; † 22. April 1929 in Budapest) war ein ungarischer Komponist.
Mihalovich studierte in Budapest bei Mihály Mosonyi und in Leipzig bei Moritz Hauptmann. In München, wo er Unterricht bei Peter Cornelius nahm, lernte er Richard Wagner kennen, unter dessen Eindruck er in Budapest einen Richard-Wagner-Verein gründete. Von 1886 bis 1919 leitete er die Landesmusikakademie.
Er komponierte vier Sinfonien und mehrere sinfonische Dichtungen, Orchesterouvertüren und ein Klavierkonzert, sechs Opern, Chorwerke und Lieder.